# Neotherina nomia
Neotherina nomia là một loài bướm đêm trong họ Geometridae.